# Janko Rusev
Janko Rusev (bulharsky Янко Русев, * 1. prosince 1958 Ivanski) je bývalý bulharský vzpěrač. Začínal s fotbalem a zápasem, ke vzpírání ho přivedl trenér Ivan Abadžijev. Na moskevské olympiádě v roce 1980 vyhrál soutěž v lehké váze v novém světovém rekordu. Je také pětinásobným mistrem světa (v letech 1978, 1979 a 1980 v lehké váze, 1981 a 1982 ve střední váze) a pětinásobným mistrovství Evropy ve vzpírání z let 1978 až 1982, vyhrál také v lehké váze na soutěži Družba 84. V průběhu své kariéry vytvořil dvacet osm světových rekordů, jeho životním maximem ve dvojboji bylo 365 kg.
V roce 1984 ukončil kariéru, vystudoval Národní sportovní akademii Vasila Levského a pracuje jako trenér. V roce 1981 byl zvolen bulharským sportovcem roku, v roce 1993 byl uveden do síně slávy Mezinárodní vzpěračské federace a v roce 2009 obdržel řád Stará planina.